# シルトベルク
シルトベルク (ドイツ語: Schiltberg) はドイツ連邦共和国バイエルン州シュヴァーベン行政管区のアイヒャッハ＝フリートベルク郡に属す町村（以下、本項では便宜上「町」と記述する）で、キューバッハ行政共同体を構成する自治体の一つである。

## 地理
シルトベルクはアウクスブルク開発計画地域に位置する。

### 自治体の構成
この町は、公式には16の地区 (Ort) からなる。このうち小集落や孤立農場などを除く集落を以下に列記する。
| - アレンベルク - アウフハウゼン - グンデルツハウゼン - ヘーファルテン - メッツェンリート | - ラッパーツェル - ルッパーツツェル - シルトベルク - ヴンダースドルフ |

## 歴史
シルトベルクはバイエルン選帝侯領のミュンヘン会計局およびアイヒャッハ裁判所に属した。バイエルンの行政改革に伴う1818年の市町村令により現在の自治体が成立した。

### 人口推移
- 1970年 1,503人
- 1987年 1,637人
- 2000年 1,774人

## 行政

### 町議会
町議会は第1町長と12人の議員で構成される。

### 紋章
図柄: 青地と銀地に上下二分割。上部は、直立した銀の菱形が3つ並んで描かれている。下部は端から端まで貫く黒の先広十字。

### 姉妹都市
- シュヴェルトベルク（オーストリア、オーバーエスターライヒ州）1987年

## 経済と社会資本

### 交通
最寄りの駅は、アウクスブルク - インゴルシュタット線のラーダースドルフ駅で、シルトベルクから北西に約10kmである。

### 教育
- 国民学校 1校

## 引用
1. ↑  https://www.statistikdaten.bayern.de/genesis/online?operation=result&code=12411-003r&leerzeilen=false&language=de Genesis-Online-Datenbank des Bayerischen Landesamtes für Statistik Tabelle 12411-003r Fortschreibung des Bevölkerungsstandes: Gemeinden, Stichtag (Einwohnerzahlen auf Grundlage des Zensus 2011)
2. ↑  Bayerische Landesbibliothek Online